# Попов, Владимир Николаевич (легкоатлет)
Влади́мир Никола́евич Попо́в (род. 19 марта 1992) — российский легкоатлет, специалист по бегу на средние дистанции. Выступал на профессиональном уровне в 2010—2023 годах, двукратный бронзовый призёр чемпионатов России, победитель ряда крупных всероссийских стартов. Представлял Чувашию и Оренбургскую область. Мастер спорта России.

## Биография
Владимир Попов родился 19 марта 1992 года. Занимался лёгкой атлетикой в Новочебоксарске в Спортивной школе олимпийского резерва № 3, проходил подготовку под руководством тренеров В. Н. Давалова, Э. П. Кузминова, С. Х. Кирамова.
Впервые заявил о себе в сезоне 2010 года, выступив в беге на 800 метров на юниорском всероссийском первенстве в Чебоксарах.
В 2012 году бежал 800 метров на взрослом чемпионате России в Чебоксарах.
В 2013 году одержал победу на соревнованиях в помещении «Оренбургская миля».
В 2014 году выиграл бег на 1500 метров на молодёжном всероссийском первенстве в Саранске, отметился победой на Спартакиаде в Саранске, стартовал на чемпионате России в Казани.
На чемпионате России 2015 года в Чебоксарах завоевал бронзовую награду в программе 1500 метров, уступив только Валентину Смирнову и Вячеславу Соколову.
В 2016 году на чемпионате России в Чебоксарах с личным рекордом 3:42.74 вновь стал бронзовым призёром на 1500-метровой дистанции — на этот раз его обошли Алексей Харитонов и Никита Высоцкий.
В 2017 году взял бронзу на Кубке губернатора в Новочебоксарске и на зимнем чемпионате России в Москве, установив при этом свой личный рекорд в беге на 1500 метров в помещении — 3:44.17. Также был третьим на командном чемпионате России в Сочи, закрыл десятку сильнейших на Мемориале братьев Знаменских в Жуковском, занял 12-е место на летнем чемпионате России в Жуковском.
В 2018 году среди прочего выступал на зимнем чемпионате России в Москве, на Мемориале братьев Знаменских в Жуковском, на летнем чемпионате России в Казани.
В 2019 году получил серебро на Кубке губернатора в Новочебоксарске, был лучшим на «Оренбургской миле», стартовал на зимнем чемпионате России в Москве, на Кубке России в Сочи, на летнем чемпионате России в Чебоксарах.
В 2020 году вновь стал серебряным призёром на Кубке губернатора в Новочебоксарске, бежал 1500 метров на зимнем чемпионате России в Москве.
В 2021 году отметился выступлением в беге на 1500 метров на чемпионате России в Чебоксарах, в финал не вышел.
В 2022 году вновь стартовал в 1500-метровой дисциплине на чемпионате России в Чебоксарах.
Завершил спортивную карьеру по окончании сезона 2023 года.